# Distrito de Cuddalore
Cuddalore  (en Tamil; കടലൂർ ജില്ല ) es un distrito de India, en el estado de Tamil Nadu .
Comprende una superficie de 702 km².
El centro administrativo es la ciudad de Cuddalore.

## Demografía
Según censo 2011 contaba con una población total de 2 285 395 habitantes.